# Arte teodosiana
L'arte teodosiana è la produzione artistica dell'Impero romano durante il regno dell'imperatore Teodosio I (379-395), che continuò sotto i suoi figli e successori Arcadio in Oriente e Onorio in Occidente, fino al regno di Teodosio II (408-450). In questo periodo l'arte romana tardoantica sviluppò una corrente classicheggiante, dai toni aulici e preordinati a una precisa etichetta che dettava forme e contenuti, ancora più che nel precedente periodo dell'arte costantiniana. Le reminiscenze ancora presenti durante il regno di Anastasio I (491-518) sono considerate, forse erroneamente, uno stile tardo-teodosiano.

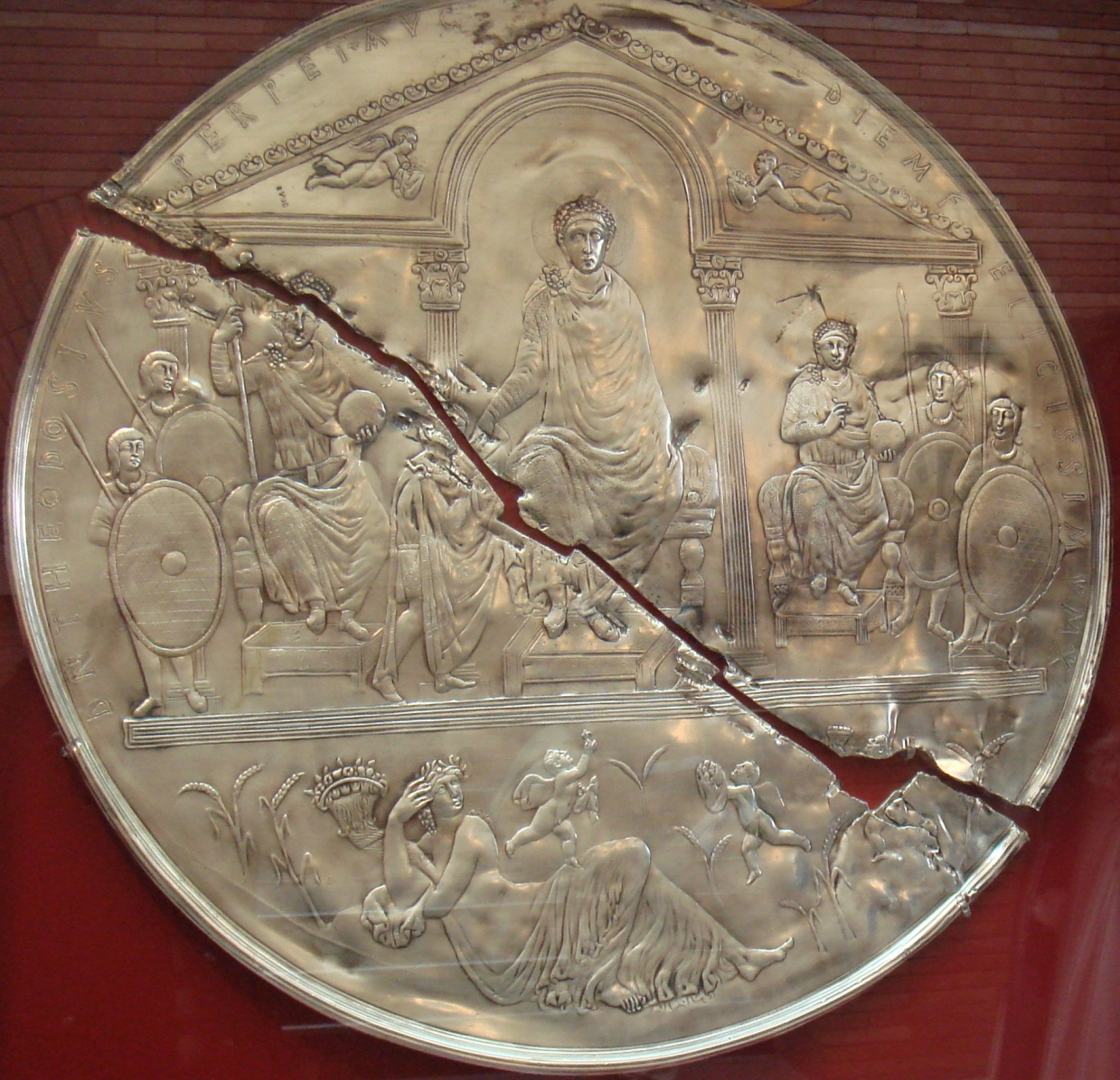
Missorio di Teodosio, datato 388

## Contesto storico

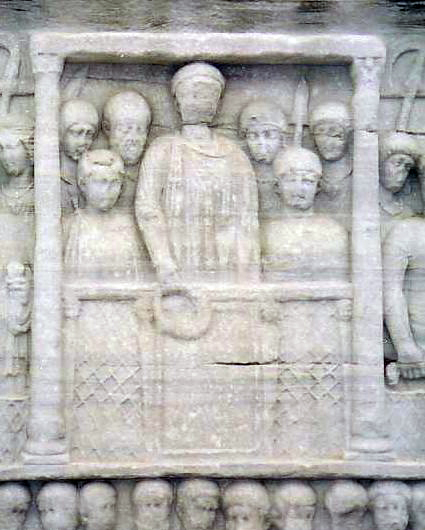
Teodosio offre una corona d'alloro al vincitore, bassorilievo alla base dell'obelisco dell'Ippodromo di Costantinopoli.

Teodosio I governò l'impero con saldo pugno, portando a compimento alcune iniziative in linea con il mutare dei tempi e compiendo alcune iniziative di repressione del dissenso e di persecuzione nei confronti del paganesimo, dopo la proclamazione del Cristianesimo religione di Stato (380). Alla sua morte l'impero venne diviso in due parti tra Onorio e Arcadio. Nell'ultimo ventennio del IV secolo la scena politica è dominata dai problemi legati alle migrazioni di popoli barbarici, a cui ci si oppose con le armi o, più spesso, con gli accordi: nel 380 Ostrogoti, Vandali e Alani si stabilirono in Pannonia e nel 386 in Frigia; nel 382 un trattato tra Teodosio e Fritigerno stabilisce la federazione dei Visigoti assegnando loro un territorio tra il Danubio e lo Haemus. Nel 389-390 venne stipulato un trattato di pace coi sasanidi che durò fino al 502.
Nel 402 la corte occidentale si trasferì da Milano a Ravenna, mentre Roma veniva saccheggiata nel 410 dai Visigoti di Alarico. Nel frattempo figure barbariche entrarono nella corte imperiale e nella gerarchia militare: i consoli del 383, 385 e 385 furono rispettivamente Merobaude, Ricomero e Bautone, la cui figlia (Eudossia) sposò Arcadio. Lo stesso Stilicone, protagonista della corte orientale prima e di quella occidentale dopo, era figlio di un vandalo e di una romana, e diede la propria figlia Maria in sposa a Onorio (i due sono raffigurati con tutta probabilità nel cammeo Rotschild).
Nel 476 Odoacre depose l'ultimo imperatore d'Occidente restituendo le insegne del potere al sovrano costantinopolitano. I Vandali invasero Spagna e Africa, mentre altre etnie formano i cosiddetti regni romano-barbarici. Ma come ha dimostrato Courtois, non furono i barbari a rompere con la tradizione romano-ellenistica che rispettarono pur non comprendendola. Fu piuttosto lo sviluppo autonomo di un'arte paleocristiana che ebbe in Roma il suo massimo punto di irradiazione, unitamente alle successive influenze dei grandi centri del mondo bizantino, che iniziarono a penetrare in Occidente in epoca teodoriciana (493-526), a creare una nuova civiltà artistica, su basi profondamente diverse da quelle su cui aveva poggiato il mondo antico.
Sempre più spesso gli imperatori dopo Teodosio non erano che "officianti della liturgia imperiale", mentre il vero governo era in mano alla corte imperiale ed alla burocrazia.
Mentre Roma, pur vivendo nel V secolo una nuova fioritura delle arti visive, era sommersa, insieme all'Italia e a buona parte dell'Occidente in un'inesorabile decadenza politica ed economica, il mondo bizantino conosceva un'intensa ripresa della vita sociale e commerciale, anche se ormai ristretta alla sola metà orientale del Mediterraneo. Per quanto riguarda le province romane di espressione latina, solo quelle dell'Africa nord-occidentale vissero, almeno fino alla venuta dei Vandali, un periodo di relativa prosperità, contrassegnato dall'affermazione di una cultura autoctona di alto livello e da personaggi che contribuirono in misura determinante a plasmare la storia del pensiero (fra cui Agostino di Ippona)

## Caratteristiche

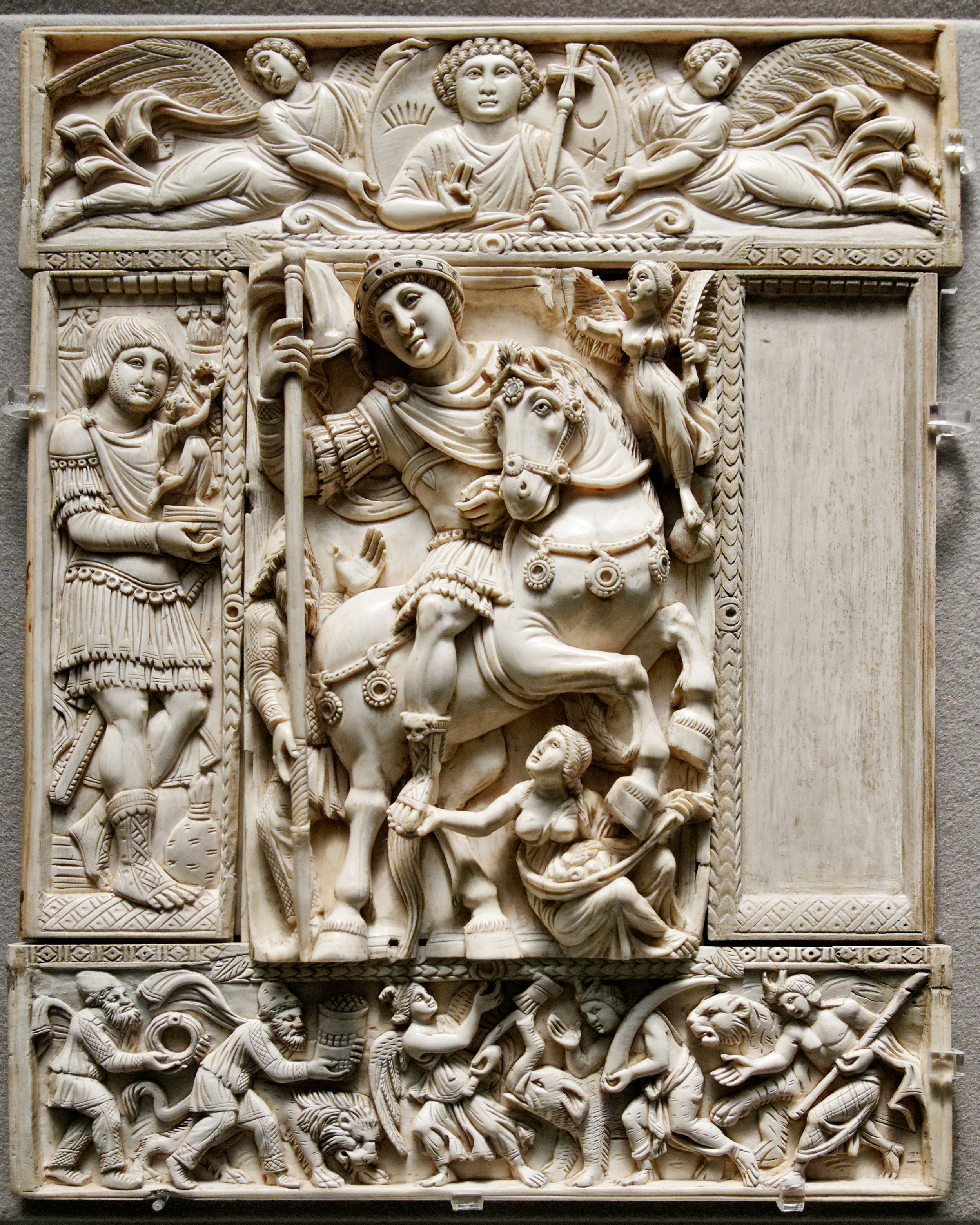
Avorio Barberini, inizio VI secolo, esempio di stile tardo-teodosiano

Lo stile teodosiano è caratterizzato primariamente dal recupero intenzionale e aulico del linguaggio artistico della antichità classica, tanto che alcuni storici dell'arte parlano di «Rinascimento teodosiano». Non si tratta neanche dell'unico sintomo dell'interesse verso la classicità nato in quel periodo: un evento notevole fu la costituzione di collezioni di opere d'arte greco-romane, che fungevano da modello sia per i committenti che per gli artisti; tra queste, la collezione di Lauso a Costantinopoli è l'esempio più celebre.
Lo stile teodosiano si distingue dalla tradizione classica per una serie di caratteristiche che lo collocano chiaramente all'interno dell'arte tardo-antica. La resa dell'anatomia umana in generale, e della muscolatura in particolare, non costituisce il problema principale dell'artista, a differenza di quanto accadeva nell'arte classica; non è dunque raro trovare personaggi raffigurati con membra sproporzionate o distorte.
Al contrario, una grande attenzione è data al drappeggio, alla resa realistica delle pieghe anche minuscole delle stoffe ("linearismo"), al trattamento della luce e dell'ombra, che divengono l'oggetto principale della variazione stilistica. L'effetto è quello di oggetti di notevole grazia che imitano nelle forme l'antica tradizione greca, ma svuotate ormai completamente del contenuto originario, fredde.
La resa dei volumi architettonici è spesso inesistente nelle opere che derivano dall'uso classico la raffigurazione di un decoro architettonico, che diviene poco più di un piano sul quale sono adagiate le figure e non un volume; le figure appaiono quindi fluttuare nello spazio.
In generale domina la semplicità delle linee, specialmente nei ritratti: i contorni sono definiti e disegnati in maniera calligrafica.
I volti sono allungati e i corpi presentano sovente una leggero movimento che conferisce loro un peculiare profilo a S; le teste sono spesso piccole rispetto ai corpi, le mani lunghe e sottili e rese in dettaglio, come i piedi.
Agli inizi del V secolo si sviluppò dai centri dell'Asia Minore una corrente più espressionistica, che mise da parte il freddo classicismo di corte.

## Scultura

Ritratto di Eutropio

La base della colonna dedicata all'imperatore Marciano dal prefetto Taziano (in carica dal 450 al 452) mostra uno stile ormai spoglio, semplificato al massimo, con due Vittorie sulla faccia principale che reggono uno scudo con iscrizione in latino (CIL III, 738) e il solo monogramma di Cristo sulle facce laterali.
Agli inizi del V secolo la fredda eleganza dell'arte di corte si incrinò ricercando forme di espressione più intensa, come prevalse poi in centri come Efeso e Afrodisia, in Asia Minore (statue togate con volti caratterizzati). Tra i migliori esempi di questa nuova ricerca espressiva c'è la testa di Eutropio da Efeso (Kunsthistorisches Museum di Vienna, che non appartenne al personaggio tradizionalmente indicato (l'Eutropio collaboratore di Arcadio morto nel 399) ma databile piuttosto al 450 circa. In quest'opera è portato a pieno compimento la ricerca di valori spirituali e anti-corporei e sembra di poter scorgere gli echi della filosofia di Plotino di elogio dello stato di malattia. Più o meno allo stesso periodo è databile il Colosso di Barletta, fuso a Costantinopoli alla metà del V secolo e raffigurante Teodosio II. In quest'opera la sintesi dei tratti è rivolta a esaltare l'espressività, ponendo l'accento su una brutalità massiccia, legata alla potenza ed alla virtù militare. Analoghe per ideologia sembrano quindi le monete di Teodosio dove l'imperatore è raffigurato di dimensione gigantesca mentre schiaccia il nemico prostrato che sembra un verme.
La produzione a Roma tra la fine del IV e la prima metà del V secolo risulta più sommaria, dove i residui dell'espressionismo del III secolo hanno ormai perso di raffinatezza e di garbo. Anche qui si riscontrano tendenze al linearismo e alla calligrafia, come nel cosiddetto ritratto di Simmaco da Ostia, dove tutta l'attenzione dell'autore è rivolta alle schematiche pieghe del panneggio. Ma il primato artistico si stava ormai trasferendo a Costantinopoli, dove però il nascente stile bizantino, più che continuatore dell'arte romana, sembra riassumere o continuare aulicamente i modi dell'arte ellenistica: ad esempio anche nella colonna di Teodosio e in quella di Arcadio, dove sarebbe più lecito pensare una continuazione del rilievo storico romano, vi sono elementi simbolici e trascendenti per niente legati alla tradizione occidentale: l'imperatore per esempio non è mai raffigurato in mezzo alle truppe o alla battaglia, ma isolato tra le sue guardie o omaggiato nel suo padiglione, il kàthisma; figure soprannaturali, quali angeli (derivati dall'iconografia della Nike-Vittoria), indicano l'intervento divino nel corso degli eventi; nella colonna di Arcadio sono poi presenti scene campestri idilliache con paesaggi dall'impianto prospettico più realistico delle convenzioni romane, derivato da modelli ellenistici antecedenti.
Tra le opere più emblematiche di questo periodo vi è la base dell'obelisco di Teodosio a Costantinopoli, eretto nell'Ippodromo nel 390. La zona inferiore del dado della base, al di sotto dell'iscrizione, (corsa di quadrighe e trasporto dell'obelisco) presenta figure dai lineamenti tipicamente ellenistici (soprattutto le quadrighe in corsa), mentre il cubo vero e proprio, posto su quattro sostegni con un forte stacco d'ombra, è coperto da bassorilievi legati allo stile dell'arte plebea romana, con notevoli somiglianze coi rilievi del IV secolo dell'arco di Costantino a Roma, con figure frontali, prospettiva ribaltata e proporzioni gerarchiche dei personaggi. I ritratti del sovrano hanno ormai ceduto il passo a raffigurazioni generiche, tipologiche, sopraindividuali, che sublimano la sua rappresentazione in qualcosa di immutabile e eterno, al di là dei meri tratti fisiognomici.
Le guardie del sovrano, dai lineamenti dolci, il volto ovale e i lunghi capelli, si vedono sia sulla base dell'obelisco, sia sul Missorio di Teodosio, conservato a Madrid, e sembrano preludere agli squisiti volti angelici di tradizione bizantina.

## Architettura
A Roma, percepita ancora come centro ideale dell'Impero, si continuarono a innalzare monumenti e archi onorari per tutto il V secolo, come l'arco di Graziano e Valente, quello di Teodosio, di Arcadio, di Onorio e di Teodorico (405), dei quali oggi non resta però traccia. Fra gli ultimi decenni del IV secolo e la prima metà del secolo successivo vennero edificate, sempre a Roma, chiese di notevoli dimensioni, fra cui la basilica di San Paolo fuori le mura (eretta sotto Costantino I, fu integralmente ricostruita in età teodosiana) e quella di Santa Maria Maggiore, entrambe nello stile paleocristiano proprio del tempo. Altra costruzione di notevole valore architettonico è la basilica di Santa Sabina, edificata sull'Aventino negli anni venti e trenta del V secolo. Nella Roma dell'epoca venne in definitiva plasmato il modello dell'impianto basilicale che si sarebbe poi diffuso in tanta parte d'Italia e d'Europa in età bassomedievale.
Tra il 402 e il 405 vennero rifatte le porte nelle mura aureliane con l'aggiunta di torri rotonde ancora oggi esistenti.
A Costantinopoli si continuò la tradizione delle colonne coclidi, con la colonna di Teodosio e quella di Arcadio, entrambe distrutte ma note a grandi linee attraverso disegni rinascimentali.

## Stoffe
Il fasto della corte imperiale permise il fiorire di produzioni d'eccellenza anche nelle arti applicate: la preziosità dell'ornamento dopotutto era un valore altamente sentito anche nella produzione artistica tradizionale, dove divenne più curato della resa dei corpi e dei volumi. Stoffe e tessuti in particolare sono significativi perché furono il mezzo dove precocemente entrarono elementi dell'arte sasanide, diffusi poi anche nelle altre tecniche artistiche. Per esempio il motivo della bordura cuoriforme (derivata dalle foglie d'edera), tipico dei sasanidi, si trova nelle illustrazioni del calendario di Filocalo a Roma, o nelle pitture della catacomba di via Latina (metà del IV secolo).

## Avori
Produzione tipica di questo periodo è quella dei dittici eburnei, come dono per alti funzionari e aristocratici: un decreto del 384 ne regola l'uso in occasione della celebrazione dell'accesso a una nuova carica di un funzionario. In questo senso la produzione dell'avorio rientra pienamente nell'arte ufficiale, con echi fedeli delle varie tendenze artistiche.
Accanto a esemplari di gusto chiaramente proto-bizantino (dittico di Basilio del 480, dittico di Magno del 518, dittico di Oreste del 530), se ne trovano altri riecheggianti l'ellenismo, come il dittico dei Simmachi e Nicomachi, quello di Asclepio e Igea (400 circa, Liverpool) o quello del poeta e la Musa del Museo Serpero di Monza. Altre tipologie praticate furono le pissidi, i reliquiari, le cassette; i centri di produzione principali, oltre a Costantinopoli, furono Alessandria d'Egitto, Antiochia, Milano, Roma, Ravenna e Treviri, oltre ad alcuni centri della Gallia di attribuzione ancora discussa.

## Miniatura

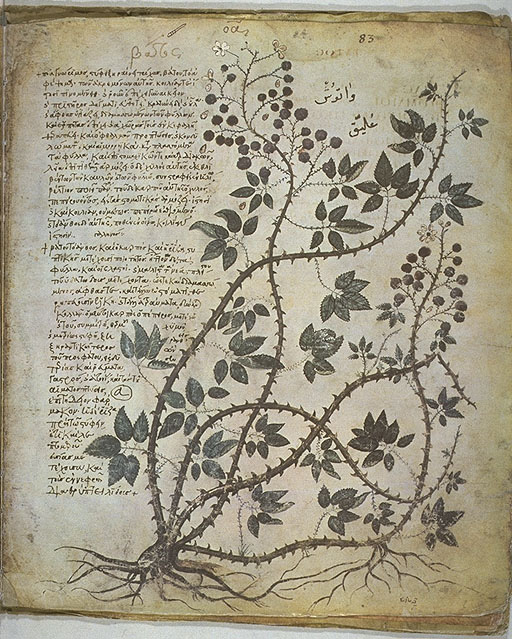
Dioscoride di Vienna (512).

In questo periodo si diffuse l'uso della pergamena e quindi del libro in sostituzione del papiro egiziano, ormai difficilmente approvvigionabile. Nelle miniature del IV, V e VI secolo si trova confermata la continuazione dei modi ellenistici, anche se ormai svuotati del contenuto originario, anche in quei codici più tardi che copiarono esemplari di questo periodo perduti.
Tra gli originali ci sono i frammenti di due codici di Virgilio della Biblioteca Apostolica Vaticana (Virgilio Vaticano, Cod. Lat. 3225, e Virgilio Romano, Cod. Lat. 3867) della fine del IV-inizio del V secolo di produzione occidentale; a un secolo dopo risale l'Iliade Ambrosiana (Biblioteca Ambrosiana F. 205 inf.), di produzione probabilmente alessandrina, dove si notano schemi compositivi di età diversa, alcuni di derivazione dai rotuli ellenistici, altri di nuova ideazione; il Dioscoride di Vienna (Codex Vindobonensis, mod. gr. 1) fu eseguito a Costantinopoli ed è datato attorno al 512, con raffigurazioni sia protobizantine sia di gusto ellenistico, con la rappresentazione delle specie vegetali riprese documentabilmente dal repertorio pergamenaceo dell'ultimo ellenismo.
Infine, sebbene più tardo, è importante citare le miniature della Genesi di Vienna (Cod. Vindobon. theol. gr. 31), con motivi iconografici ellenistici, dallo studio delle quali Franz Wickhoff decise di intraprendere il suo studio polemico e innovatore che segnò l'inizio degli studi moderni sull'arte romana.

## Verso l'arte bizantina

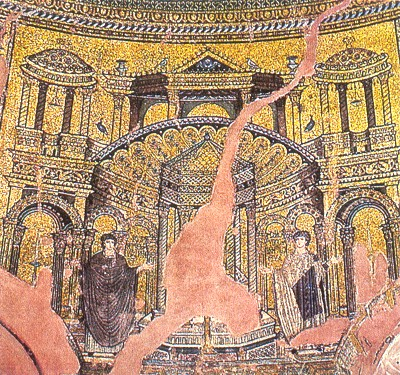
Mosaici della chiesa di San Giorgio a Salonicco

All'inizio del XX secolo Dmitri Vlasievich Ainalov sostenne che le radici dell'arte bizantina dovevano essere ricercate nell'ellenismo, tesi che poi è stata sostanzialmente confermata. In particolare l'arte di corte costantinopolitana, interessata da molteplici influenze, fu l'estremo sviluppo della corrente aulica romana, nella quale sopravvivevano le forme classicistiche, innestata sulla produzione delle province orientali, dove tale componente non era mai venuta meno.
A circa dieci anni di distanza dei rilievi dell'obelisco di Teodosio, all'inizio cioè del V secolo, la cupola della chiesa di San Giorgio di Salonicco veniva decorata da una serie di mosaici, caratterizzati da un gusto ormai bizantino nella frontalità, nel gusto lineare e nella policromia impostata sullo sfondo oro. Anche se il fondo è ancora animato da fantasiose costruzioni architettoniche di tipo ellenistico, quasi in trasparenza, che evitano l'astratta spazialità dei mosaici ravennati, è già in atto una forte e consapevole astrazione.
Per quanto riguarda l'arte romana tardoantica (sia nella parte occidentale che orientale dell'Impero), bisogna distinguere almeno due generi: 
- Un filone "rappresentativo", dallo stile astratto, lineare, dalle grandi campiture di colore, che portò direttamente all'arte bizantina;
- Uno stile "narrativo", dove più a lungo sopravvisse il naturalismo ellenistico e il riflesso del rilievo storico romano.

Solo avendo bene a mente questa distinzione, presente anche in letteratura, si può comprendere, ad esempio, la compresenza di stili tanto diversi anche nello stesso monumento, come nei mosaici della basilica di Santa Maria Maggiore a Roma: ieratici nell'arco trionfale e plasticamente mossi e differenziati nella navata (432-440).

## Opere
- Missorio di Teodosio
- Obelisco di Teodosio
- Colosso di Barletta
- Reliquiario di San Nazaro
- Dittico dei Simmachi e dei Nicomachi
- Avorio Barberini
- Testa di Eutropio